# Бреггерит
Бреггерит (брегерит), торієвий уранініт — мінерал, різновид уранініту, який містить 5—14 % ThO2.
Названий у 1884 р. на честь норвезького мінералога і петролога Вольдемара Бреггера (Waldemar Christopher Brögger).